# Vårgårda (commune)
La commune de Vårgårda est une commune suédoise du comté de Västra Götaland peuplée d'environ 11 880 habitants (2020). Son chef-lieu se situe à Vårgårda.

## Localités principales
- Östadkulle
- Vårgårda